# Hitman 3
Hitman 3 (Hitman III) är ett stealth-spel, utvecklat och utgivet av danska IO Interactive. Hitman 3 är det åttonde spelet i Hitman-serien och det tredje och sista spelet i World of Assassination-trilogin, efter Hitman (2016) och Hitman 2 (2018). Spelet släpptes den 20 januari 2021 för Windows, Playstation 4, Playstation 5, Xbox One, Xbox Series X, Google Stadia och Nintendo Switch. Nintendo Switch-versionen kommer att vara en moln-version med titeln Hitman 3 - Cloud Version. 5 juni 2025 släpptes spelet till Nintendo Switch 2.

## Spelupplägg
Som i tidigare spel av Hitman-serien styr spelaren Agent 47 som utför mord.
Spelet har sex olika platser, Dubai, Dartmoor, Berlin, Chongqing, Mendoza och Karpaterna. 
Spelare som äger Hitman (2016) och Hitman 2 (2018) kan importera banorna och nivåerna från dessa spel till Hitman 3.

## Utveckling
Spelet tillkännagavs den 11 juni 2020.
Den 13 januari 2022 meddelade IO Interactive i en videopresentation med nytt innehåll till spelet. I presentationen nämnde utvecklarna nya spelarläget Elusive Target Arcade där spelaren måste eliminera olika mål, den kommer att ha stöd för VR i Windows-versionen och kommer även inkludera föregångarna Hitman och Hitman 2 i samlingen Hitman Trilogy. IO Interactive nämnde även nya spelarläget Freelancer där spelaren ska söka efter kriminella företag   och eliminera mål.
I juli 2022 uppdaterades spelet med ny bana, som utspelar sig på Ambrose Island.

## Mottagande
Hitman 3 mottogs främst av positiva recensioner från spelkritikerna enligt webbplatsen Metacritic.